# بوغوميلا
بوغوميلا (Богомила) هي مدينة في فيليس في جمهورية مقدونيا،ووفقا للأساطير فقد نشأت بها حركة البوغوميل، يبلغ عدد سكانها حوالي 1183 نسمة.